# Judo-Grand-Slam-Turnier in Budapest
Das Grand-Slam-Turnier in Budapest ist ein Judo-Turnier in Budapest. Es fand 2020 zum ersten Mal statt. Nachdem 2021 die Weltmeisterschaften in Budapest ausgetragen wurden, gab es erst 2022 die zweite Auflage des Grand-Slam-Turniers.

## Vorgeschichte
Von 1974 bis 1988 wurde in Budapest der Hungaria-Cup ausgetragen, ein Judoturnier für Männer. Von 1989 bis 2001 folgte das A-Turnier Budapest Bank Cup, bei dem sowohl Frauen- als auch Männer-Wettbewerbe ausgetragen wurden. Ab 2002 fand das Turnier jährlich als A-Turnier Budapest statt, 2003 und 2004 standen nur Männer-Wettbewerbe auf dem Programm.
Von 2005 bis 2011 wurde im Zweijahresrhythmus das Männerturnier World Cup Budapest ausgetragen, wobei 2011 drei Mattenrichterinnen teilnahmen. 2013 fanden in Budapest als Männerturnier die European Open statt. Von 2014 bis 2019 fand in Budapest ein Grand-Prix-Turnier statt, lediglich 2017 fiel dieses Turnier aus, weil im gleichen Jahr die Weltmeisterschaften in Budapest ausgetragen wurden. 2020 wurde dieses Turnier zum Grand-Slam-Turnier aufgewertet und fand Ende Oktober statt, nachdem seit März 2020 nahezu alle internationalen Judoturniere wegen der COVID-19-Pandemie abgesagt worden waren.

## Siegerliste des Turniers 2020
Das erste Grand-Slam-Turnier in Budapest fand vom 23. bis zum 25. Oktober 2020 statt.  Es waren 405 Judoka aus 61 Ländern gemeldet. Wegen der Pandemie bestand außer beim eigentlichen Wettkampf und bei der Einnahme von Mahlzeiten Maskenpflicht. Als Zulassungsvoraussetzung waren zwei negative PCR-Tests vorgeschrieben, die nicht älter als fünf Tage sein durften.
| Gewichtsklasse     | Männer                | Land          | Frauen           | Land       |
| ------------------ | --------------------- | ------------- | ---------------- | ---------- |
| Superleichtgewicht | Jago Abuladse         | Russland      | Distria Krasniqi | Kosovo     |
| Halbleichtgewicht  | Abdula Abdulschalilow | Russland      | Amandine Buchard | Frankreich |
| Leichtgewicht      | Rustam Orujov         | Aserbaidschan | Jessica Klimkait | Kanada     |
| Halbmittelgewicht  | Vedat Albayrak        | Türkei        | Tina Trstenjak   | Slowenien  |
| Mittelgewicht      | Michail Igolnikow     | Russland      | Barbara Matić    | Kroatien   |
| Halbschwergewicht  | Nijas Iljassow        | Russland      | Audrey Tcheuméo  | Frankreich |
| Schwergewicht      | Inal Tassojew         | Russland      | Kayra Sayit      | Türkei     |

## Siegerliste des Turniers 2022
Das zweite Grand-Slam-Turnier in Budapest fand vom 8. bis 10. Juli 2022 statt.
| Gewichtsklasse     | Männer             | Land          | Frauen          | Land    |
| ------------------ | ------------------ | ------------- | --------------- | ------- |
| Superleichtgewicht | Jorre Verstraeten  | Belgien       | Funa Tonaki     | Japan   |
| Halbleichtgewicht  | Hifumi Abe         | Japan         | Réka Pupp       | Ungarn  |
| Leichtgewicht      | Hidayət Heydərov   | Aserbaidschan | Haruka Funakubo | Japan   |
| Halbmittelgewicht  | Guilherme Schimidt | Brasilien     | Megumi Tsugane  | Japan   |
| Mittelgewicht      | Sanshiro Murao     | Japan         | Saki Niizoe     | Japan   |
| Halbschwergewicht  | Kentaro Iida       | Japan         | Alice Bellandi  | Italien |
| Schwergewicht      | Teddy Riner        | Frankreich    | Wakaba Tomita   | Japan   |